# Эритрозин
Эритрози́н (динатриевая соль 3,6-дигидрокси-2,4,5,7-тетраиод-9-(2-карбоксифенил)ксантена) — органическое соединение, ксантеновый краситель с химической формулой C20H6I4Na2O5. Название происходит от др.-греч. ἐρυϑρός — красный и наименования родственного красителя — «эозина». Применяется как пищевой краситель, входит в Кодекс Алиментариус под названием E127. В США по состоянию на 2012 года эритрозин не имеет ограничений на использование в составе пищевых продуктов, но его использование для этой цели в Российской Федерации не разрешено. Помимо этого, используется в микроскопии, ранее применялся в фотографии, как оптический сенсибилизатор.
Синонимы: иодэозина динатриевая соль, 2,4,5,7-тетраиодфлуоресцеина динатриевая соль, эритрозин Б, эритрозин Н, эритрозин ИН, эритрозин синеватый, C. I. 45430.

## Физические и химические свойства
Мелкокристаллический порошок красно-коричневого цвета. Имеет молярную массу 879,86 г/моль. Растворим в воде, плохо растворим в эфире и этиловом спирте. Спиртовые растворы флуоресцируют, в отличие от водных, не проявляющих таких свойств. Водный раствор динатриевой соли окрашен в красный цвет с максимумом поглощения на λmax = 526 нм.
Существует родственное соединение — эритрозин желтоватый, динатриевая соль 4,5-дииодфлуоресцеина, CAS 33239-19-9.

## Получение
Получают иодированием флуоресцеина при помощи окислителей в водной или спиртовой среде. Как и для многих других красителей, выпускаются две основные промышленные формы: порошок динатриевой соли с содержанием красителя не менее 87% и алюминиевый лак с концентрацией красителя 10—40%.

## Применение
В аналитической химии как адсорбционный и флуоресцентный индикатор.
В микроскопии для ботанических, микробиологических и гистологических исследований, например, для дополнительного окрашивания после кислого гемалауна по Майеру. Также, в качестве дополнительного красителя находит применение и в флуоресцентной микроскопии.
В фотографии применяется как оптический сенсибилизатор.

## Безопасность
В результате исследований, начатых в 1970-х годах, в 1990 году Управление по санитарному надзору за качеством пищевых продуктов и медикаментов (FDA) ввело частичный запрет на эритрозин, сославшись на исследования, показавшие, что высокие дозы эритрозина (4 % от суточного рациона) вызывают рак у крыс. Исследование 1990 года показало, что «постоянное употребление эритрозина может способствовать образованию опухолей щитовидной железы у крыс за счёт хронической стимуляции щитовидной железы», если общий суточный рацион на 4% состоит из эритрозина. Серия токсикологических тестов в сочетании с обзором других опубликованных исследований пришла к выводу, что эритрозин не является генотоксичным, и любое увеличение опухолей вызвано негенотоксическим механизмом.
В июне 2008 года Центр науки в общественных интересах (CSPI) обратился в FDA с петицией о полном запрете эритрозина в Соединённых Штатах, но FDA не предприняло никаких дальнейших действий.
В связи с исследованием 1990 года, в Российской Федерации эритрозин запрещён к применению в качестве пищевой добавки. В США по состоянию на 2012 год не имеет ограничений на использование, также разрешён и в Европейском союзе, однако на практике в этих странах используется только для окрашивания некоторых продуктов, получаемых из вишни.